# Gerhard Mohnike
Gerhard Mohnike (* 8. Januar 1918 in Wiesbaden; † 8. März 1966 in Greifswald) war ein Mediziner und in der DDR Hochschullehrer, der sich mit der Behandlung und Erforschung des Diabetes mellitus beschäftigte. Von 1961 bis zu seinem Tod war er Direktor des Zentralinstituts für Diabetes „Gerhardt Katsch“ in Karlsburg bei Greifswald.

## Leben
Gerhard Mohnike wurde 1918 in Wiesbaden geboren und studierte Medizin an der Universität Marburg sowie an der Universität Greifswald, an der er sein Studium 1942 mit der Promotion abschloss. Zu seinem akademischen Lehrer wurde Gerhardt Katsch, zur damaligen Zeit Professor für Innere Medizin an der Universität Greifswald. Kurz nach dem Ende seines Studiums ging Gerhard Mohnike an das 1930 von Katsch in Garz auf der Insel Rügen gegründete Diabetikerheim. Nach dem Ende des Zweiten Weltkrieges entstand in Karlsburg bei Greifswald im dortigen Schloss ein weiteres Heim zur Betreuung von Diabetikern. Gerhard Mohnike wurde leitender Oberarzt des Karlsburger Heims, womit ihm die Verantwortung für dessen Aufbau oblag.
Der Heimbetrieb im Karlsburger Schloss begann im Mai 1947 mit zunächst 15 Betten. Gerhard Mohnike blieb auch nach dem Umzug der Garzer Abteilung nach Karlsburg, in dessen Folge das Institut für Diabetes-Forschung und Behandlung entstand, dort tätig. Direktor des neuen Instituts wurde Gerhardt Katsch. 1951 wurde Gerhard Mohnike an der Universität Greifswald habilitiert, an der er später auch eine Professur für Diabetes, Endokrinologie und Stoffwechselkrankheiten erhielt. Nach dem Tod Gerhardt Katschs im Jahr 1961 übernahm er die Leitung der Karlsburger Einrichtung, die seitdem Institut für Diabetes „Gerhardt Katsch“ hieß, und das er bis zu seinem Ableben leitete. Im Rahmen des weiteren Ausbaus des Instituts setzte er sich vor allem für eine enge Verbindung zwischen experimenteller und klinischer Forschung mit der Behandlung und Betreuung diabetischer Patienten ein. Mohnike war selbst viele Jahre lang Diabetiker. Sein Nachfolger wurde Horst Bibergeil, der das Institut von 1967 bis 1990 leitete.
Das Grab Mohnikes und seiner Ehefrau Annemarie (1918–1999) befindet sich auf dem Berliner Zentralfriedhof Friedrichsfelde
.

## Wissenschaftliches Wirken
Gerhard Mohnike veröffentlichte rund 250 wissenschaftliche Arbeiten. Er war führend an den ab 1956 laufenden Arbeiten des Karlsburger Instituts im Rahmen der Entwicklung der oralen Antidiabetika beteiligt, sowohl bei den zuerst in die Therapie eingeführten Sulfonylharnstoffen als auch später den Biguaniden. Im klinischen Bereich galt sein Interesse unter anderem den diabetischen Spätfolgen sowie der Schwangerschaft von diabetischen Müttern. Zu seinen Tätigkeitsschwerpunkten im Bereich der Sozialmedizin zählte die Weiterentwicklung des von Katsch postulierten Prinzips der produktiven Fürsorge bei Diabetikern sowie der Aufbau eines Netzes von Diabetikerberatungsstellen in der Deutschen Demokratischen Republik (DDR).

## Auszeichnungen
Gerhard Mohnike erhielt 1965 den Nationalpreis der DDR für Kunst und Wissenschaft. Die Deutsche Diabetes-Gesellschaft verleiht im Andenken an ihn seit 1994 den Gerhard-Mohnike-Förderpreis an Doktoranden auf dem Gebiet der klinischen Diabetologie.

## Werke (Auswahl)
- Kost für Zuckerkranke. VEB Verlag Volk und Gesundheit, Berlin 1966
- Schwangerschaft und Neugeborenes der zuckerkranken Frau. Karlsburg 1966
- Aceton bis Zucker. Nachschlagebuch für Zuckerkranke. Sechste Auflage. VEB Georg Thieme, Leipzig 1970 (als Mitautor)